# Cyphomyia picta
Cyphomyia picta är en tvåvingeart som beskrevs av Ignaz Rudolph Schiner 1868. Cyphomyia picta ingår i släktet Cyphomyia och familjen vapenflugor. Inga underarter finns listade i Catalogue of Life.